# Oberpleichfeld
Oberpleichfeld ist eine Gemeinde im unterfränkischen Landkreis Würzburg.

## Geographie
Die Gemeinde liegt in der Region Würzburg, etwa 13 Kilometer nordöstlich der Stadt. Die Pleichach, ein Zufluss des Mains, fließt durch die Gemeinde und berührt den Ort im Norden.
Es gibt nur die Gemarkung Oberpleichfeld und keine weiteren Gemeindeteile.

## Geschichte

### Bis zur Gemeindegründung
Als Teil des Hochstiftes Würzburg, das zum Fränkischen Reichskreis gehörte, wurde Oberpleichfeld 1803 zugunsten Bayerns säkularisiert, dann im Frieden von Preßburg (1805) Erzherzog Ferdinand von Toskana zur Bildung des Großherzogtums Würzburg überlassen, mit dem es 1814 endgültig zu Bayern kam. Im Jahr 1818 entstand die politische Gemeinde.

### Einwohnerentwicklung
- 1961: 0731 Einwohner
- 1970: 0834 Einwohner
- 1987: 0908 Einwohner
- 1991: 0963 Einwohner
- 1995: 1010 Einwohner
- 2000: 1046 Einwohner
- 2005: 1040 Einwohner
- 2010: 1074 Einwohner
- 2015: 1070 Einwohner
- 2017: 1117 Einwohner
- 2021: 1132 Einwohner[4]

Im Zeitraum 1988 bis 2018 stieg die Einwohnerzahl von 946 auf 1137 um 191 Einwohner bzw. um 20,2 %.
Quelle: BayLfStat

## Politik
- ULO: 7
- CSU: 5

### Gemeinderat
Der Gemeinderat hat 12 Sitze. Bei der Kommunalwahl vom 15. März 2020 haben von den 894 Stimmberechtigten 671 von ihrem Wahlrecht Gebrauch gemacht, womit die Wahlbeteiligung bei 75,06 % lag.

### Bürgermeister
- 1985–1990: Rainer Weis (CSU)
- 1990–2002: Josef Jandl (CSU)
- 2002–2008: Franz Olbrich (CSU)
- 2008–2015: Raimund Hammer (ULO)
- 2015–0000: Martina Rottmann (CSU)

Bei der Kommunalwahl vom 15. März 2020 wurde Martina Rottmann mit 64,04 % der Stimmen wiedergewählt; sie ist seit 20. Januar 2015 im Amt.

### Wappen
| Wappen von Oberpleichfeld | Blasonierung: „In Rot eine silberne heraldische Lilie.“ |
| Wappen von Oberpleichfeld | Wappenführung seit 1958                                 |

## Wirtschaft und Infrastruktur

### Arbeitsplätze
2017 gab es in der Gemeinde 80 sozialversicherungspflichtige Arbeitsplätze. Von der Wohnbevölkerung standen 509 Personen in einem versicherungspflichtigen Beschäftigungsverhältnis. Damit war die Zahl der Auspendler um 429 Personen größer als die der Einpendler. 12 Einwohner waren arbeitslos.

### Bildung
2019 gab es folgende Einrichtungen:
- Katholischer Kindergarten St. Sebastian mit 2 Regelkindergartengruppen (56 Plätze) und 1 Kleinkindgruppe (12 Plätze)

## Persönlichkeiten
- Ludwig Faulhaber (1893–1963), römisch-katholischer Theologe und Philosoph